# Guido de Arezzo

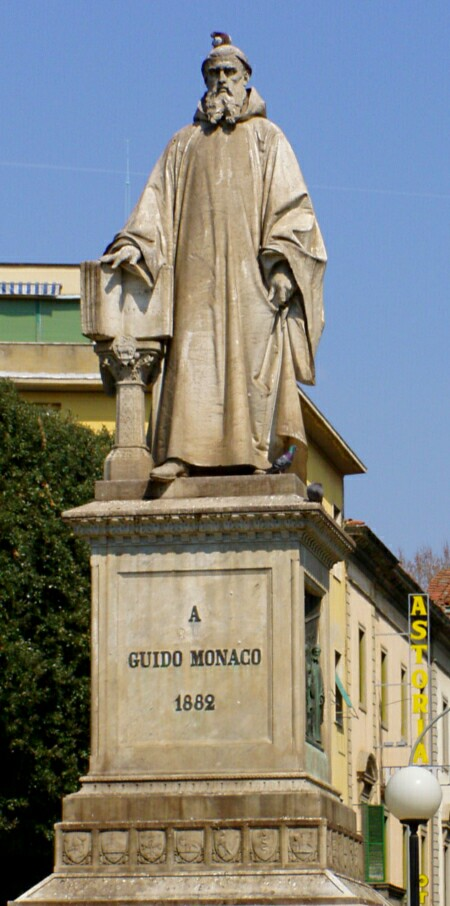
Estátua de Guido na cidade italiana de Arezzo.

Guido d'Arezzo (992 — 1050) foi um monge italiano e regente do coro da Catedral de Arezzo (Toscana), província de seu nascimento.

## Carreira
Informações biográficas sobre Guido só estão disponíveis em dois documentos contemporâneos; embora eles deem um fundo limitado, uma compreensão básica de sua vida pode ser desvendada. Por volta de 1013, ele começou a lecionar na Abadia de Pomposa, mas seu prólogo antifonário e novos métodos de ensino baseados em notação de pessoal trouxeram considerável ressentimento de seus colegas.
Assim, mudou-se para Arezzo em 1025 e, sob o patrocínio do bispo Tedaldo de Arezzo, ensinou cantores na Catedral de Arezzo. Usando a notação da pauta, ele foi capaz de ensinar grandes quantidades de música rapidamente e ele escreveu o multifacetado Micrologus, atraindo a atenção de toda a Itália. Interessado em suas inovações, o Papa João XIX o chamou a Roma. Depois de chegar e começar a explicar seus métodos ao clero, a doença o mandou embora no verão. O resto de sua vida é em grande parte desconhecido, mas ele se estabeleceu em um mosteiro perto de Arezzo, provavelmente um dos Avellana da ordem camaldulense.
Foi o criador da notação moderna, com a criação do tetragrama, encerrando com o uso de neumas na História da Música, e batizou as notas musicais com os nomes que conhecemos hoje: dó, ré, mi, fá, sol, lá e si (antes, ut, re, mi, fa, sol, la e san), e é por ele que os países de origem ibérica têm uma fala das notas musicais diferente dos povos Anglo-Saxônicos. baseando-se em um texto sagrado em latim do hino a São João Batista:
- Ut queant laxis
- Resonare fibris
- Mira gestorum
- Famuli tuorum
- Solve polluti
- Labii reatum
- Sancte Ioannes

Vertendo-se livremente para o português, reza mais ou menos assim:
“Para que os servos possam, com suas vozes soltas, ressoar as maravilhas de vossos atos, limpa a culpa do lábio manchado, ó São João!”
A Guido d'Arezzo é também atribuído a invenção da "Mão Guidoniana", um sistema mnemônico usado para o ensino da leitura musical, em que os nomes das notas correspondiam a partes da mão humana.
O sistema de Guido d'Arezzo sofreu algumas pequenas transformações no decorrer do tempo: a nota Ut passou a ser chamada de Do, para facilitar o canto com a terminação da sílaba em vogal, derivando-se provavelmente da proposta lançada por Giovanni Doni, nome de um musicólogo italiano, que escolheu a primeira sílaba do seu sobrenome (afirmando ser, na verdade, a primeira sílaba do nome Dominus) para essa nova denominação. E foi criada, posteriormente, a nota Si (por esse nome ser as iniciais do nome de São João, no hino a São João Batista em latim: Sancte Ioannes), novamente facilitando o canto com a terminação de uma vogal.

## Edições
- Guido of Arezzo (1955).  van Waesberghe, Jos Smits, ed. Micrologus. Col: Corpus Scriptorum de Musica. 4. Roma: American Institute of Musicology. OCLC 1229808694
- —— (1975).  van Waesberghe, Jos Smits, ed. Prologus in antiphonarium. Col: Divitiae Musicae Artis. Buren: Frits Knuf. OCLC 251805291
- —— (1978). «Micrologus». In:  Palisca, Claude V. Hucbald, Guido, and John on music: Three Medieval Treatises. Traduzido por Babb, Warren. Índice de cantos por Alejandro Enrique Planchart. New Haven e Londres: Yale University Press. ISBN 978-0-300-02040-3
- —— (1985).  van Waesberghe, Jos Smits; Vetter, Eduard, eds. Regulae rhythmicae. Col: Divitiae Musicae Artis. Buren: Frits Knuf. OCLC 906533025
- —— (1993). Micrologus (em francês). Traduzido por Colette, Marie-Noël; Jolivet, Jean-Christophe. Paris: Édition IPMC. ISBN 978-2-906460-28-7. OCLC 935613218
- —— (1999). Guido d'Arezzo's Regule rithmice, Prologus in antiphonarium, and Epistola ad michahelem: a critical text and translation, with an introduction, annotations, indices, and new manuscript inventories. Traduzido por Pesce, Dolores. Ottawa: Institute of Mediaeval Music. ISBN 978-1-896926-18-6. OCLC 247329370